# اچ‌ام‌اس یونیک (ان۹۵)
اچ‌ام‌اس یونیک (ان۹۵) (به انگلیسی: HMS Unique (N95)) یک زیردریایی بود که طول آن ۵۸٫۲۲ متر (۱۹۱٫۰ فوت) بود. این زیردریایی در سال ۱۹۴۰ ساخته شد.